# Lerchkogel
Der Lerchkogel (auch Lärchkogel) ist ein 1688 m ü. A. hoher Berg im Vorkarwendel, einem Vorgebirge des Karwendels, auf der Grenze zwischen Bayern und Tirol.
Der Gipfel ist als einfache Bergwanderung von Fall über den Lerchkogel-Hochleger zu erreichen (Aufstiegszeit: ca. 3:00 Stunden, Abstiegszeit: ca. 2:00 Stunden, ca. 900 Höhenmeter). Übergang auch von der Tölzer Hütte.